# Brad Muirhead
Brad Muirhead (* um 1960) ist ein kanadischer Jazz- und Improvisationsmusiker (Posaune, Bassposaune, Tuba, Sousaphon, Euphonium).

## Leben und Wirken
Brad Muirhead absolvierte eine klassische Ausbildung als Posaunist und arbeitete ab den frühen 1980er-Jahren in der Jazzszene von Vancouver; erste Aufnahmen entstanden 1986 mit The Vancouver Ensemble of Jazz Improvisation. In den folgenden Jahren spielte er u. a. mit François Houle, Gregg Simpson, Claude Ranger, Hugh Fraser, John Korsrud, Ray Anderson, George Lewis (The NOW Orchestra), Marilyn Crispell und Conny Bauer sowie im Hard Rubber Orchestra. Er leitet außerdem das Brad Muirhead Quartet, spielt in der Jazz/Funk-Band Proulsion und dem Improvisationsensemble Idverb, im World-Music-Sextett Koan, im Van East Jazz Orchestra, das er mit Jared Burrows leitet, und im New World Orchestra, das er mit Jin Zhang gründete. Im Bereich des Jazz war er zwischen 1986 und 2009 an 17 Aufnahmesessions beteiligt, als Studiomusiker auch mit dem Singer/Songwriter Matthew Good (Lights of Endangered Species, 2011) und der Indie-Band Said the Whale ( Little Mountain, 2012).

## Diskographische Hinweise
- François Houle et Cetera:  Hacienda (Songlines Recordings, 1992)
- George Lewis / The NOW Orchestra: The Shadowgraph Series: Compositions for Creative Orchestra (Spool, 2001)
- Hard Rubber Orchestra: Rub Harder (Les Disques Victo, 2002), u. a. mit John Korsrud, Lori Freedman, Marilyn Lerner, Brad Turner, Peggy Lee
- NOW Orchestra & Marilyn Crispell: Pola (Victo, 2005), mit Bruce Freedman, Saul Berson, Coat Cooke, Clyde Reed, Paul Blaney, Dylan van der Schyff, Ron Samworth, Graham Ord, Rod Murray, John Korsrud, Kevin Elaschuk
- Brasstronaut: Old World Lies EP (Unfamiliar Records, 2008), mit Bryan Davies, Edo Van Breemen, John Walsh, Doug Gorkoff, Benji Bohannon, Eric Edington-Hryb, Dan Moxon